# 潛艇總動員
《潛艇總動員》 是美國導演大衛.瓦德執導、凱爾塞·格拉瑪、蘿倫·荷莉、勞勃·許奈德、布魯斯·鄧恩等主演，由二十世紀福斯製作、於1996年3月1日上映的一部喜劇電影。電影以美國海軍大西洋艦隊的潛艦部隊為背景，講述由富有天賦卻不得志的潛艦軍官，帶領著一群雜牌軍、指揮一艘老舊的二戰時期柴電潛艇加入一場特別演習，以挽救職業生涯的奮鬥故事。

## 劇情
在美國海軍核動力潛艦部隊中，有個以優異表現脫穎而出的少校湯瑪士˙道吉，是個富有作戰天賦、善謀略且體恤部屬的好長官，他勤苦服役二十年，正是為了有朝一日能成為核動力潛艦的正職艦長。
然而他不按常理出牌、狂放不羈的指揮作戰作風，並不受以葛拉漢少將為首的保守將領的歡迎，更因過去在偵察任務中失誤而意外追撞到目標俄方潛艦、和酒醉在男性重要部位上刺青等事蹟，淪為軍中笑柄、升遷無門。
惜才的大西洋潛艦司令溫斯洛中將，決定以另類的方式給予道吉升遷的機會，於是選召道吉接管一艘新潛艇、前往指定沿岸參加對抗演習。卻沒想到上級給予攻擊方的道吉之新潛艇，竟是一艘出奇老舊的巴勞鱵級柴電潛艇「魟魚號」，自然是令道吉大失所望。
原來是溫中將有鑑於前陣子「俄國大量出售退役柴電潛艇給若干仇美政權」的前線情報，從而決定舉行「假設有叛變的柴電潛艇無預警襲擊美國本土」為假想的對抗演習。溫中將指明道吉的任務目標是突破守備方的偵查與防線，先後突擊佔領南卡羅來納州查爾斯頓港、以及維吉尼亞州諾福克海軍基地，並給予兩枚實彈魚雷、以「擊毀諾福克基地內的靶船」作為升遷的先決條件，並勉勵道吉「拋開教科書、發揮海盜的想法」，道吉這才勉強同意投入演習。
而作為守備方指揮官、且吹噓自己「從未輸過任何一次演習」的葛少將，為了晉升中將的野心與打垮眼下送上門來的絆腳石道吉，無所不用其極。也早在演習開始前便為道吉精心挑選了一批「來自地獄的問題組員」。
這些組員包括了：神經兮兮的副艦長帕斯卡，脾氣陰晴不定的輪機長霍華德，聽力時好時壞的聲納員洛瓦切利（聲納），常與電流為伍而略為神經質的電工尼特羅（火藥），存心找麻煩要讓長官將自己趕出單位的叛逆輪機員史泰潘尼克，以及司令部為測試女性軍官擔任潛艇幹部之可行性而特派的潛航官雷克（可行性計畫由葛少將主持）。
至此，一個戰術奇才領導著一群雜牌軍，以一艘柴電潛艇單挑整個核潛艦戰隊的演習，就此展開了驚險又搞笑的篇章。

## 演員
| 角色                        | 演員             | 角色設定                                                       |
| 湯瑪士˙道吉                 | 凱爾塞·格拉瑪    | 主角 魟魚號艦長 原核動力潛艦奧蘭多號副艦長 演習攻擊方旗艦艦長  |
| 艾蜜莉˙雷克                 | 蘿倫·荷莉        | 魟魚號潛航官                                                   |
| 馬丁˙帕斯卡                 | 勞勃·許奈德      | 魟魚號副艦長                                                   |
| 霍華德                      | 哈利·狄恩·史坦頓 | 魟魚號輪機長                                                   |
| 狄恩˙溫斯洛                 | 雷普·湯恩        | 大西洋潛艦司令部中將司令 演習主持人                            |
| 揚西˙葛拉漢                 | 布魯斯·鄧恩      | 大西洋潛艦司令部少將 演習守備方指揮官                          |
| 卡爾˙諾克斯                 | 威廉·梅西        | 洛杉磯級核動力潛艦奧蘭多號艦長 道吉的老上司 演習守備方旗艦艦長 |
| E˙T˙洛瓦切利（聲納）        | 哈蘭·威廉斯      | 魟魚號聲納員                                                   |
| 麥克˙尼特羅（火藥）         | 托比·哈斯        | 魟魚號電工                                                     |
| 傑佛遜˙傑克森（投手）       | 杜安˙馬丁        | 魟魚號舵手                                                     |
| 史丹利˙席維斯史特森（組頭） | 喬納森·彭納      | 魟魚號舵手                                                     |
| 布萊德˙史泰潘尼克           | 布萊德福・塔特姆 | 魟魚號輪機員 溫斯洛中將之子、隨母姓。                          |
| 巴克曼                      | 肯尼斯˙坎貝爾    | 魟魚號廚師                                                     |

## 拍攝
本片在1995年5月6日開拍，至7月27日殺青。片名（英語）則揶揄了1959年上映的二戰潛艇電影《潛襲日本海》（Up Periscope），電影的笑點也惡搞了許多同題材的電影橋段，包括1990年代初的著名潛艦電影《獵殺紅色十月》。
主要舞台 魟魚號（USS Stingray, SS-161）的拍攝原型與地點，為同級潛艇潘帕尼托號（USS Pampanito, SS-383）。
- 潘帕尼托號在1943年11月成軍服役，被派往西太平洋執行圍堵日本海軍的任務，共計擊沉日軍艦船6艘、擊傷4艘，榮獲服役星章6枚。1945年12月解除戰備任務，而後成為訓練潛艇、直到1971年12月20日除役。1975年11月21日移到舊金山成為了紀念艇，1976年5月20日正式送交給舊金山海事公園協會，停泊於舊金山漁人碼頭第45號碼頭，採付費制開放參觀。
- 歷史中的魟魚號（USS Stingray, SS-186），原型為鮭魚級柴電潛艇，1938年3月15日成軍服役。1945年10月17日除役，榮獲亞太服役獎章與服役星章12枚，並至今維持美國海軍潛艇戰時巡邏的出勤次數16次的最高紀錄。

## 迴響
本片截至2024年2月為止，在爛番茄上的評論家評分為11%（共有35條評論）、平均評分為4.10分（滿分10分），觀眾評分為62%（超過25000條評分）、平均評分為3.5分（滿分5分）。評論家的共識為『《潛艇總動員》帶領觀眾進行了一場漫無目的地的水上狂歡之旅，並證明確實沒有任何有效的替代品能替代寫得好的劇本』。而在Metacritic上，根據18條評論，本片的評論家評分為39分、被列為「負面評論為主」。
1. ↑  .   [2024-04-16]. （原始内容存档于2024-09-24）.